# اولدزمار (فلوریدا)
اولدزمار (به انگلیسی: Oldsmar) شهری در شهرستان پاینلاس ایالت فلوریدا است که در سال ۱۹۹۵ بنیان‌گذاری شده‌است. این شهر طبق سرشماری سال ۲۰۱۰ میلادی، ۱۳٬۵۹۱ نفر جمعیت داشته و مساحت آن نیز ۲۵٫۰ کیلومتر مربع است.

## نگارخانه

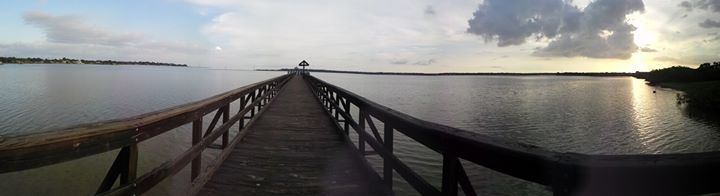